# Vulcani din Islanda

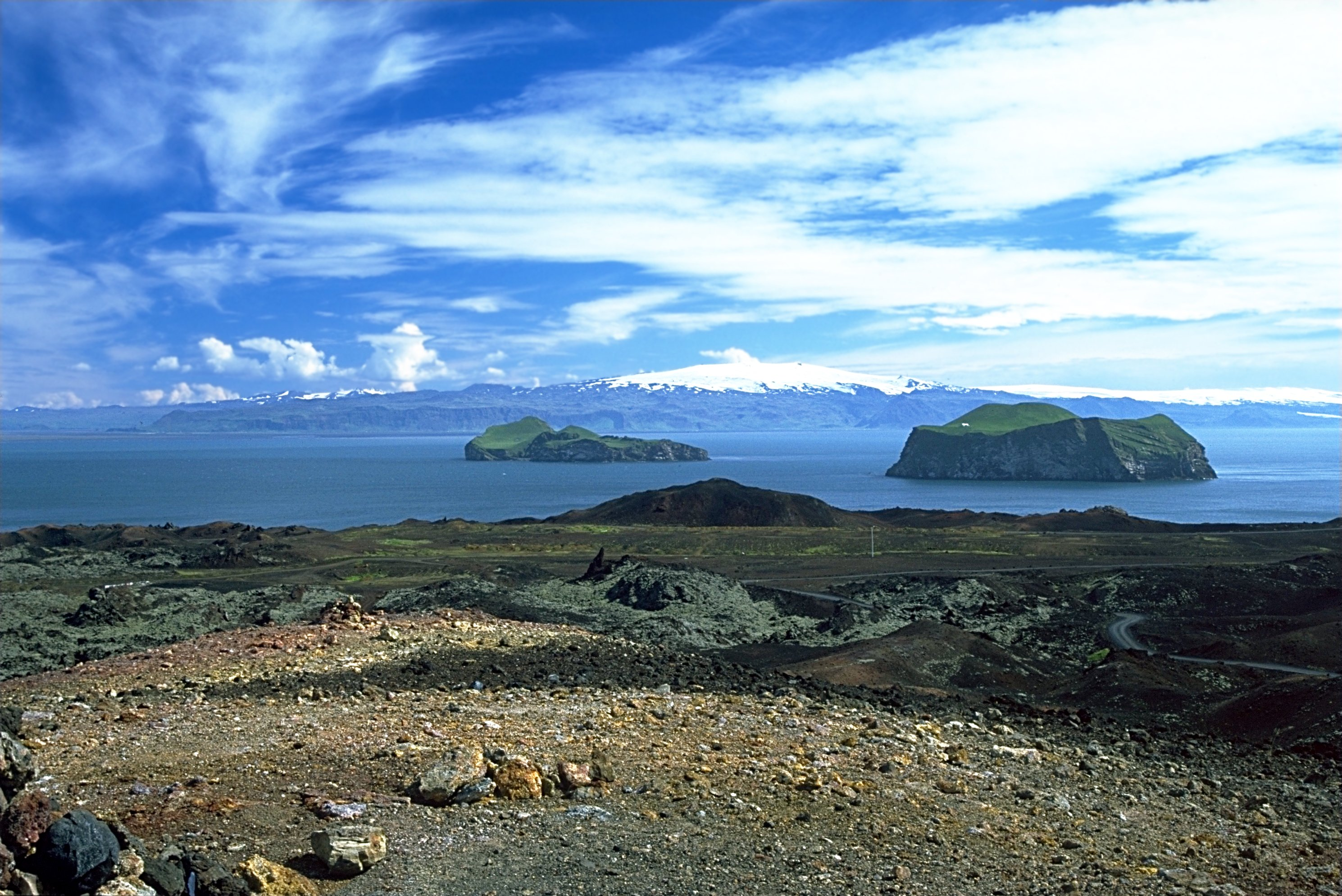
Gheţarul vulcanului Eyjafjallajökull văzut de pe insulele vulcanice Vestmannæyjar

Islanda este una din regiunile vulcanice cele mai active, și cu formele vulcanologice cele mai variate de pe glob, explicația este așezarea insulei pe fractura centrală a scoarței terestre din Oceanul Atlantic.

## Zonele cu vulcani activi
De-a lungul fracturii terestre, la marginea platoului continental, se grupează vulcanii activi din Islanda, aici iese magma din profunzime la suprafață.
Astfel au luat naștere în această zonă o serie de vulcani tineri, cu excepția vulcanilor de pe peninsula Snæfellsnes care în partea lor sudică se bifurcă.
Câmpurile de bazalt din vestul și estul insulei s-au format în perioda geologică terțiară. Prin creșterea suprafeței insulei în direcția est-vest, vulcanii deja existenți au fost izolați printr-o zonă mlăștinoasă, nemaifiind alimentați cu magmă au devenit inactivi. Aceeași situație se prezintă și prin izolarea vulcanilor vechi prin placa de bazalt cenușiu din epoca pleistocenă veche, cele mai vechi datând de asemenea din terțiar, cu depuneri sedimentare, morene (ce documentează activitatea glaciară) și bombe vulcanice.
Majoritatea vulcanilor activi se găsesc în zonele nelocuite ale Islandei (podișul înalt insular), mulți vulcani poartă pe creasta lor ghețari, după cum urmează: 
- Vatnajökull (8.300 km²)
- Langjökull (953 km²)
- Hofsjökull (930 km²)
- Mýrdalsjökull (695 km²)
- Drangajökull (199 km²)
- Eyjafjallajökull (107 km²)

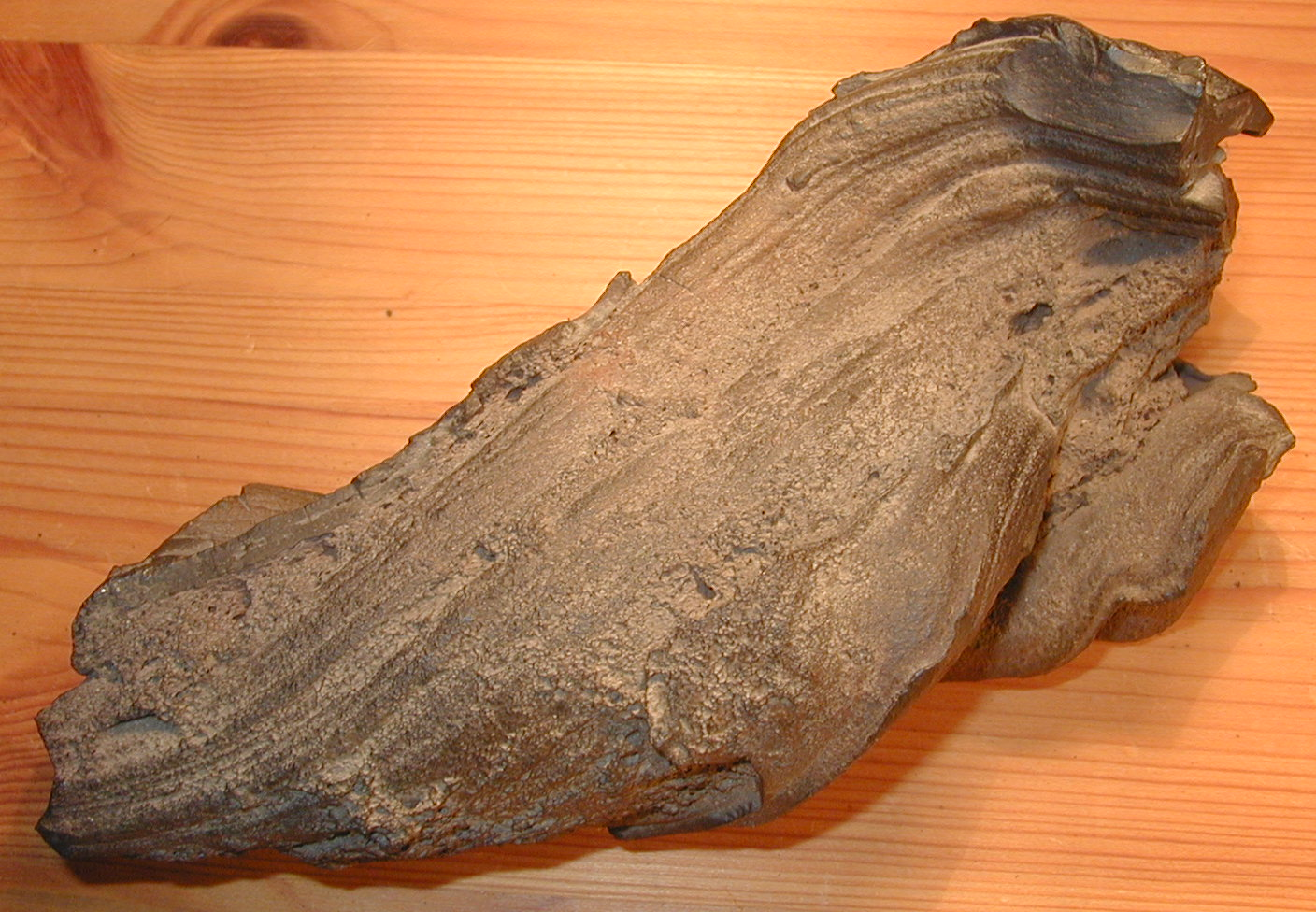
Bombă vulcanică provenită de la vulcanul Hekla

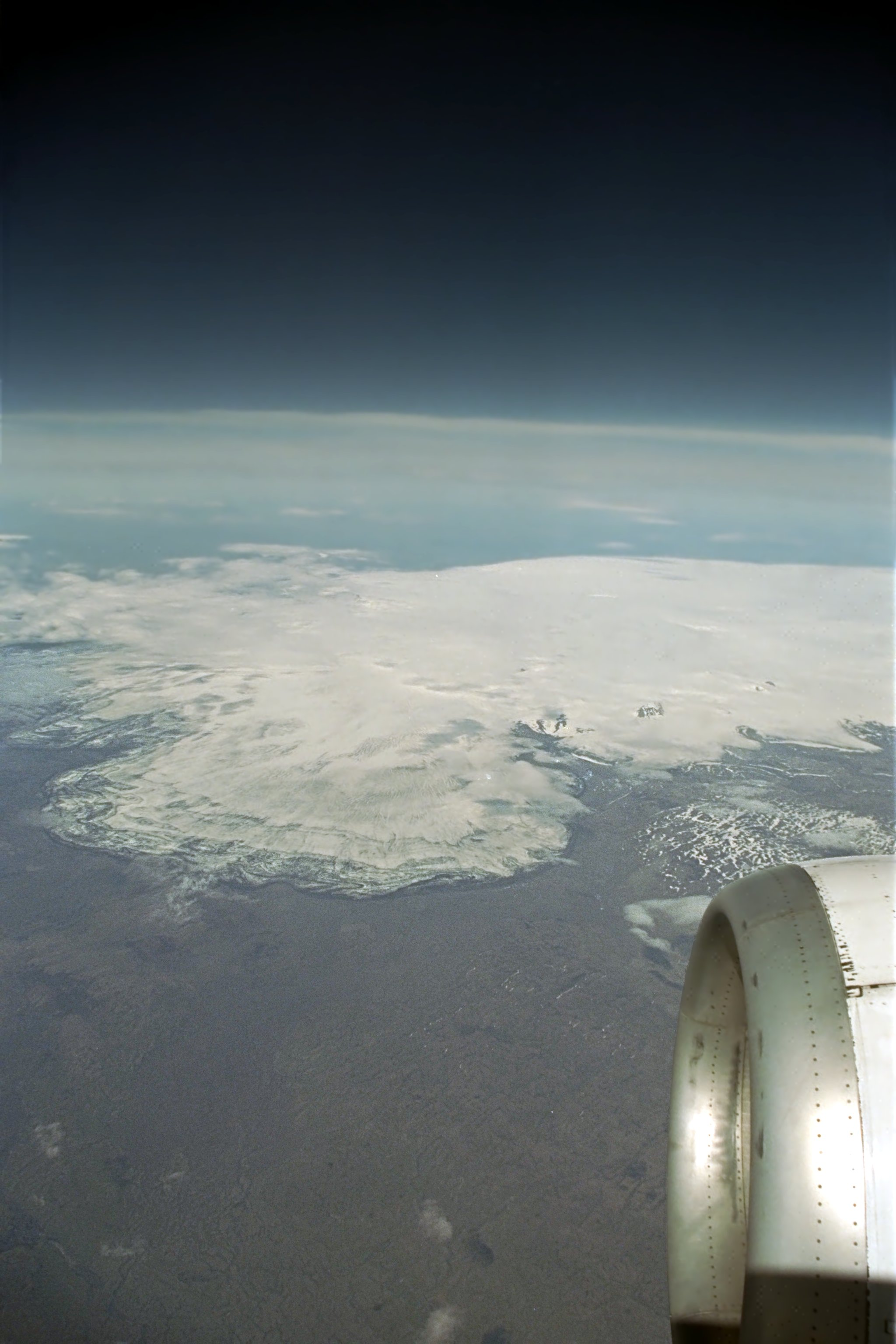
Vatnajökull

Procesele vulcanice din Islanda generează noi insule vulcanice ca de exemplu: Heimaey, Surtsey.